# Herpetobotys kenyensis
Herpetobotys kenyensis là một loài bướm đêm trong họ Crambidae.